# Ravage du Palatinat
À ne pas confondre avec le sac du Palatinat de 1689.
Le ravage du Palatinat, ou premier ravage du Palatinat, désigne la première série d’exactions commises en Palatinat, sous Louis XIV. Il est le fait de Turenne, en 1674. Un second ravage, appelé sac du Palatinat, aura lieu à partir de 1689, sur ordre de Louvois.

## Contexte
Le premier ravage du Palatinat est un épisode de la première des guerres mettant aux prises Louis XIV et Léopold Ier de Habsbourg, empereur germanique : la guerre de Hollande (1672-1678), qui oppose la France et ses alliés (Angleterre, Münster, Liège, Bavière, Suède) à la Quadruple-Alliance (Provinces-Unies, Saint-Empire, Brandebourg, Espagne).

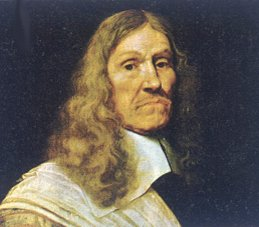
Henri de La Tour d'Auvergne, vicomte de Turenne.

En 1674, Turenne est en désaccord avec la stratégie de Louis XIV. Le gros des troupes se partage entre les Pays-Bas et la Franche-Comté, tandis que Turenne, chargé de contenir les Impériaux, reste en Alsace avec de maigres effectifs de couverture. Turenne redoute plus que tout une entrée des Impériaux en Alsace ou dans le pays messin : « Si le roi avait pris la plus grande place de Flandre, écrit-il, et que l’empereur fût maître de l’Alsace, je crois que les affaires du roi seraient dans le plus mauvais état du monde ». Turenne va donc attaquer plutôt que défendre, pour éviter que la guerre ne soit portée en Alsace.
Il passe le Rhin (14 juin), gagne la bataille de Sinsheim (16 juin), et revient aussitôt surveiller le gros de l’armée impériale, stationné sur la Moselle, et qui pourrait menacer l’Alsace.
Le 1er juillet, l’électeur de Brandebourg reprend les armes contre la France. La Diète de Ratisbonne déclare la guerre. L’empereur n’est plus seul. Tous les princes allemands combattent maintenant Louis XIV.
Turenne franchit le Rhin une nouvelle fois, à Philippsbourg, le 3 juillet 1674. Il veut battre les Impériaux avant que toutes leurs forces ne soient réunies. Les résultats sont mitigés (mise en déroute de Bournonville, puis défaite de l’avant-garde française face à Dünewald). Bournonville, réfugié au nord du Main, refuse le combat. Turenne doit se résoudre à l’attente. Inquiet, il voit venir le moment où, avec 16 000 hommes, il devra affronter plus de 40 000 ennemis. Avant de se replier sur l’Alsace, il prend des dispositions pour protéger celle-ci.

## Déroulement

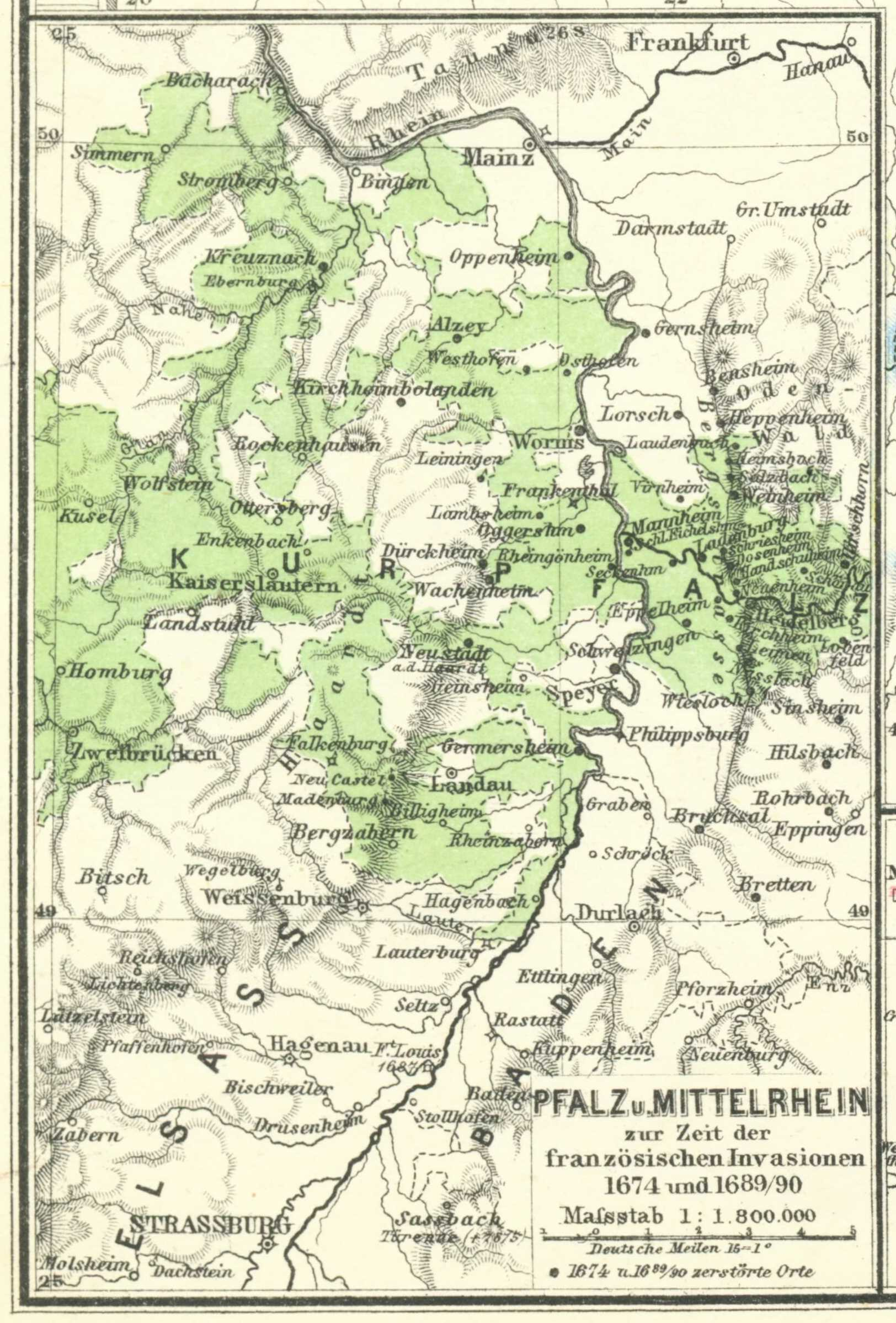
« Le Palatinat du Rhin lors des invasions françaises de 1674 et 1689-1690 », atlas historique allemand, 1880.

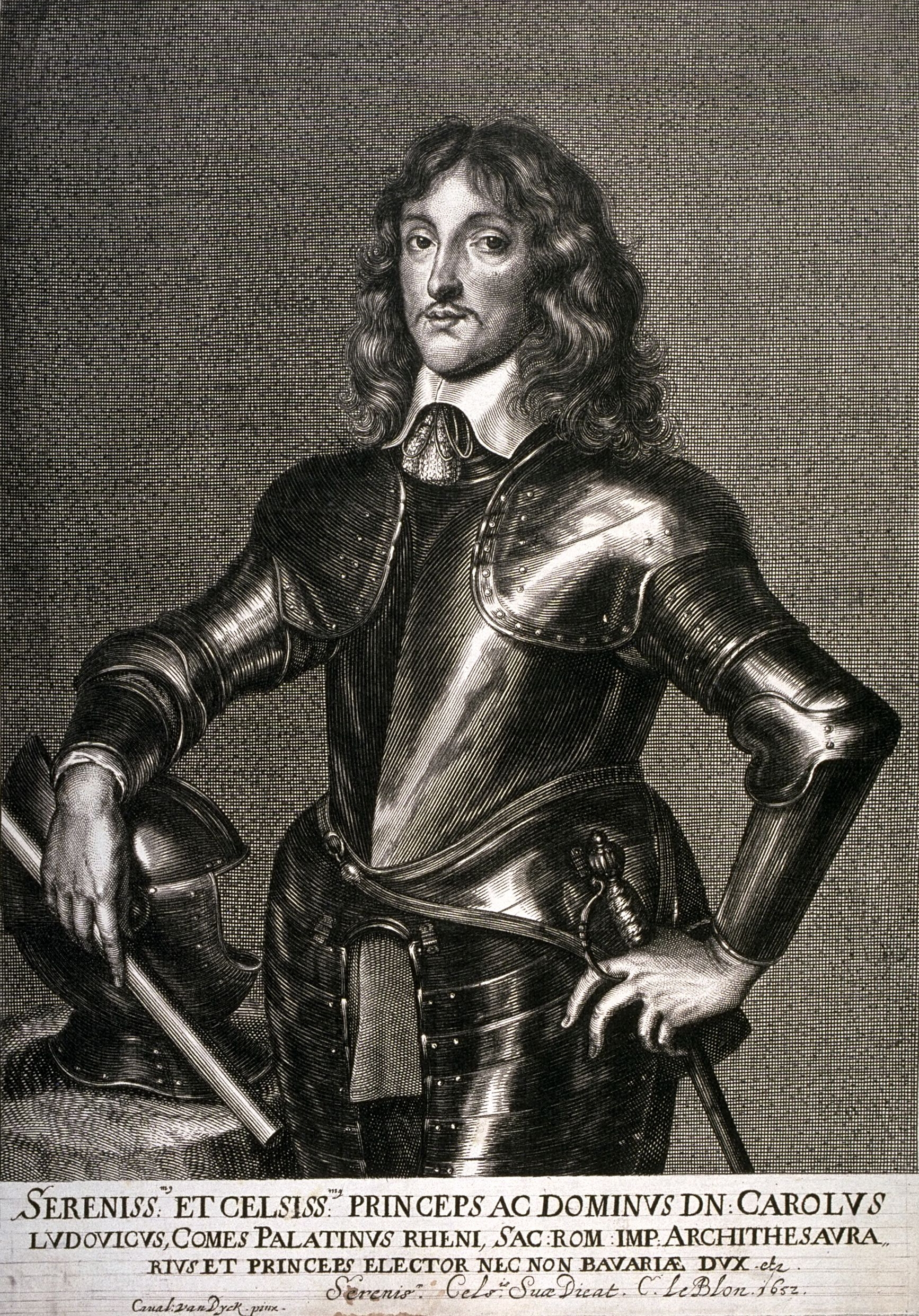
Charles Ier Louis du Palatinat.

Turenne sait que le point faible des Impériaux est la logistique. Le pain et le fourrage ne sont pas assurés, comme ils le sont par les munitionnaires dans l’armée française. Les soldats impériaux doivent se procurer sur place leur nourriture et celle de leurs montures. Turenne prend donc la décision de ravager le Palatinat pour leur ôter toute subsistance.
Dans son esprit, l’affaire est claire. Il coupe ainsi aux Impériaux la route de l’Alsace. Il punit dans le même temps l’électeur palatin, Charles Ier, qui a rompu l’alliance avec la France. Il terrorise les autres princes allemands coupables de défection. Il terrorise enfin les populations, car les habitants, excédés, ne cessent de harceler les troupes de Turenne. Le soldat français est particulièrement mal vu des Palatins, qui le surnomment « schnapphahn » (maraudeur). .
À l'époque des soldats de toutes les armées en campagne commettent des méfaits quand l'occasion d'une rapine se présente. Mais ce ne sont jusqu’ici que de traditionnels dommages collatéraux, qui ont lieu plus ou moins à l’insu de la hiérarchie ; alors que la politique de la terre brulée qu'ordonne Turenne inclut des exactions systématiques et à grande échelle explicitement ordonnées par le chef de l'armée.
Elles vont dépasser tout ce qu’il est permis d’imaginer. Turenne veut frapper les esprits. Les incendies et les pires atrocités se multiplient, entre Rhin et Neckar. La seconde quinzaine de juillet voit l’anéantissement de 32 localités. Les temples ne sont pas épargnés, ni même les églises. Du Fay, gouverneur de Philippsburg, écrit à Louvois, le 9 septembre : « Dans les deux dernières semaines, j'ai brûlé treize villes et villages [...] Il ne restait plus âme qui vive dans aucun d'eux,, ».

## Retentissement et conséquences

Sac de Woerden dans les Provinces-Unies par l'armée française en 1672, gravure du Joernal d'Abraham de Wicquefort, 1674.

Ces pratiques d’une cruauté que l’on croyait l’apanage de l’armée ottomane, exercées dans un « pays uni et fertile, couvert de villes et de bourgs opulents », au lieu d’effrayer les princes vont les dresser plus encore contre la France.
Jean Bérenger voit dans cet épisode l’origine du lourd contentieux franco-allemand, qui ne serait réglé qu’avec la construction européenne, après la Seconde Guerre mondiale. Toutefois, il est bon de rappeler combien la France, et particulièrement la Bourgogne, avaient eu à souffrir à partir de 1569 des incursions des protestants allemands, et des fameux reitres (les cavaliers du diable), commandés par Wolfgang de Bavière, duc du Palatinat-Deux-Ponts, que ses exactions avaient fait surnommer « Wolfgang le Cruel ». 
La réputation de Turenne, en France, n’en souffre pas. On préfère voir en lui le stratège de la campagne d’Alsace qui suivit (conclue de façon extraordinaire, en décembre 1674 et janvier 1675).
Ces exactions ont un retentissement d'autant plus grand qu'ils surviennent dans une période de relatif adoucissement des conflits. Les pillages et saccages de la Guerre de Trente Ans s'expliquaient par l'épuisement financier des États, l'impossibilité de payer les troupes, et par la haine religieuse (protestants contre catholiques). Les exactions françaises en Palatinat sont, comme le bombardement de Gênes en 1684, des actes de terreur délibérés d'un État qui dispose de finances saines et de troupes disciplinées. L'opinion du temps les juge d'autant moins excusables.
Ce premier ravage, occulté par le second et peu détaillé par les historiens français, est de nos jours mal connu. Une source de confusion est constituée par la belle marche Les Dragons de Noailles. Elle associe en effet Turenne à quelque incendie de Coblence, à un pillage du Palatinat non précisé, ainsi qu’au régiment Noailles-Dragons qui n’est pas contemporain des ravages.

## Le second ravage (ou sac) du Palatinat
Une seconde guerre opposera Louis XIV à Léopold Ier de Habsbourg : la Guerre de la Ligue d'Augsbourg (1688-1697). Elle fournira prétexte au second ravage du Palatinat, ordonné par Louvois en 1689, et qui visera, en plus des campagnes, les villes.